# Roberto Romiti
Roberto Romiti (Fermo, 27 gennaio 1983) è un pallavolista italiano, libero del San Severino.

## Carriera
La carriera di Roberto Romiti inizia in Serie C con la maglia della Pallavolo Montegranaro; nella stagione 2002-03 si trasferisce al Potentino, con cui disputa diversi campionati di Serie B1 e B2.
L'esordio in Serie A2 avviene nel campionato 2008-09 con la Vis Castelfidardo, ma la stagione si conclude con la retrocessione del club marchigiano; l'anno successivo si trasferisce alla Città di Castello, centrando per la prima volta la qualificazione ai play-off promozione, poi conclusi con l'eliminazione agli ottavi di finale contro il Padova. Nel 2010-11 gioca per il Loreto, fermandosi questa volta ai quarti di finale, per poi tornare a Città di Castello e spingersi fino alle semifinali.
Nell'annata 2012-13 gioca per l'Argos di Sora, raggiungendo le semifinali sia in campionato che nella Coppa Italia di Serie A2; nel 2013-14 torna al Potentino, mentre l'esordio nel massimo campionato italiano avviene nella prima giornata del campionato 2014-15 con la maglia del Molfetta; resta nella massima serie anche nel campionato seguente, difendendo i colori della Top Volley Latina.
Per il campionato 2016-17 è nuovamente in Serie A2 ingaggiato dal neopromosso Marconi, stessa categoria dove resta per il campionato 2017-18 con il Civita Castellana, vincendo la Coppa Italia di Serie A2, e per quello 2018-19 con la M&G di Grottazzolina.
Rimane legato alla squadra fermana per sei annate durante le quali ottiene, nella stagione 2021-22, la vittoria della Supercoppa italiana di Serie A3 e la promozione in Serie A2, seguita, al termine del campionato 2023-24, da quella in Superlega: la stagione successiva prosegue la carriera in Serie B con il San Severino.

## Palmarès

### Club
- Coppa Italia di Serie A2: 1

2017-18
- Supercoppa italiana di Serie A3: 1

2022